# 연일초등학교 (경북)
연일초등학교는 대한민국 경상북도 포항시 남구 연일읍 생지리에 있는 공립 초등.

## 학교 연혁
- 1906년 3월 11일 사립광남학교 설립
- 1911년 10월 16일 연일공립보통학교(4년제 4학급) 개편
- 1923년 4월 1일 6년제 7학급 개편
- 1938년 4월 1일 연일공립심상소학교로 개칭(8학급)
- 1941년 4월 1일 연일공립국민학교로 개칭(10학급)
- 1981년 3월 1일 병설유치원 개설
- 1996년 3월 1일 연일초등학교로 개칭
- 2001년 3월 1일 연일형산초등학교 분리
- 2006년 11월 8일 연일역사관 개관
- 2007년 11월 1일 청심도서관 개관
- 2015년 3월 1일 조희천 교장 부임
- 2017년 2월 10일 제105회 졸업(졸업생 총 15,559명)
- 2017년 3월 1일 초등 37학급(특수학급 1학급), 유치원 2학급 편성

## 학교 상징
- 교화 - 장미 : 아름답고 향기가 좋으며 초여름부터 늦가을까지 개화를 하므로 다른 사람의 모범이 되는 어린이가 되어 선망의 대상이 된다. 향기가 짙어 다른 사람들을 주도하는 어린이가 되자는 의미를 지님.
- 교목 - 향나무 : 한겨울에도 그 싱싱함과 푸르름은 사람의 마음을 한층 더 근엄하게 해주니 그 맑은 향기와 강직성 그리고 사철을 두고 청청함을 본받아 우리 모두 바르게, 아름답게, 튼튼하게 자랄 것을 바라는 뜻을 지님.

## 참고 자료
- 연일초등학교 - 한국교육학술정보원 학교알리미